# Aridarum
Aridarum es un género de plantas con flores perteneciente a la familia Araceae. Consiste en diez especies. Aunque se espera que haya muchas más especies  por descubrir en este género.  Todas las plantas conocidas en este género son rheophyticos y se encuentran en su mayor parte en Borneo.  La planta es acuática y tiene las hojas en forma de sauce, que son capaces de soportar las fuertes corrientes sin sufrir daños.

## Taxonomía
El género fue descrito por Henry Nicholas Ridley y publicado en Journal of Botany, British and Foreign 51: 201. 1913. La especie tipo es: Aridarum montanum Ridl.

## Especies
- Aridarum borneense (M.Hotta) Bogner & A.Hay, Telopea 9: 185 (2000).
- Aridarum burttii Bogner & Nicolson, Aroideana 2: 116 (1979).
- Aridarum caulescens M.Hotta, Mem. Coll. Sci. Kyoto Imp. Univ., Ser. B, Biol. 32(1): 25 (1965).
- Aridarum crassum S.Y.Wong & P.C.Boyce, Gard. Bull. Singapore 58: 281 (2007).
- Aridarum incavatum H.Okada & Y.Mori, Acta Phytotax. Geobot. 51: 1 (2000).
- Aridarum minimum H.Okada, Acta Phytotax. Geobot. 57: 61 (2006).
- Aridarum montanum Ridl., J. Bot. 51: 201 (1913).
- Aridarum nicolsonii Bogner, Aroideana 2: 111 (1979).
- Aridarum purseglovei (Furtado) M.Hotta, Mem. Coll. Sci. Kyoto Imp. Univ., Ser. B, Biol. 32(1): 25 (1965).
- Aridarum rostratum Bogner & A.Hay, Telopea 9: 191 (2000).